# بخش بریستول (شهرستان باکز، پنسیلوانیا)
بخش بریستول (به انگلیسی: Bristol Township) یک منطقهٔ مسکونی در ایالات متحده آمریکا است که در شهرستان باکس، پنسیلوانیا واقع شده‌است. بخش بریستول ۵۴٬۵۸۲ نفر جمعیت دارد و ۴٫۸۸ متر بالاتر از سطح دریا واقع شده‌است.

## خواهرخوانده
شهر اسپینتولی خواهرخواندهٔ بخش بریستول (شهرستان باکز، پنسیلوانیا) هست.